# Frithjof Elmo Porsch
 (février 2013).
Si vous disposez d'ouvrages ou d'articles de référence ou si vous connaissez des sites web de qualité traitant du thème abordé ici, merci de compléter l'article en donnant les références utiles à sa vérifiabilité et en les liant à la section « Notes et références ».
Pour les articles ayant des titres homophones, voir Porche et Porsche.
Frithjof Elmo Porsch, né le 19 octobre 1924 à Hamborn, dans l'actuelle Rhénanie-du-Nord-Westphalie, et mort le 7 novembre 2015, est un écrivain allemand, publiant sous le nom d'Ingo Petersson. Il était également un membre de la Waffen SS.

## Biographie
Frithjof-Elme Porsch a passé sa jeunesse dans le Brandebourg, où il a fréquenté l'école primaire. À l'issue de ses études, il devient éleveur de moutons et de chevaux.
En janvier 1941, à 17 ans, il rejoint la Waffen SS dans la 3e Panzerdivision SS Totenkopf. Après une insubordination, son unité subit de grandes pertes. Après avoir été condamné par un tribunal militaire , envoyé au camp de concentration de Dantzig Matzkau[réf. souhaitée] et avoir été dégradé, il est transféré dans le bataillon de parachutistes SS 500, faisant office d'unité disciplinaire où il obtient son brevet de parachutiste après avoir été formé en Russie.
Il devient ensuite le chef de la SS Panzerjagdkompanie Dora II qui avait pour mission de détruire les chars ennemis.
Cette compagnie détruit le 18 avril 1945 dans le district de Lebus Marxdorf son centième char, tandis que Porsch détruit son treizième véhicule blindé. 
En avril 1945, une nouvelle compagnie est constituée. Elle est attaquée et subit de lourdes pertes. Les douze derniers survivants de l'unité, y compris Porsch, sont capturés et reçoivent la permission des soviétiques d'enterrer leurs camarades morts au combat. Comme son nom ne figure pas dans les cérémonies Fellgiebel l'attribution de la Croix de chevalier ne lui a pas été attribuée.Il revendique lui même ne l'avoir jamais obtenue.

## Publications
- Ein sonderlicher Haufen - Die Saga vom Sturmbataillon 500
- Die Flucht des Untersturmführers Vorwärts
- Die Waldwölfe - Unter baltischen Freiheitskämpfern
- Baska und ihre Männer
- SS-Sturmbataillon 500 am Feind